# حسین‌آباد (راین)
حسین‌آباد،یک آبادی از استان فارس،شهرستان سرچهان،بخش توجردی می باشد.

## جمعیت
این آبادی در دهستان راین قرار دارد و براساس سرشماری مرکز آمار ایران در سال ۱۳۹۵، سکنه دائم آن کمتر از سه خانوار بوده‌است.